# Lyroderma lyra
Lyroderma lyra (syn. Megaderma lyra) — вид рукокрилих родини Несправжні вампіри (Megadermatidae).

## Поширення,
Країни проживання: Афганістан, Бангладеш, Камбоджа, Китай, Індія, Лаос, Малайзія, М'янма, Непал, Пакистан, Шрі-Ланка, Таїланд, В'єтнам. У Південній Азії цей вид був записаний до висоти 1000 м над рівнем моря. Цей вид зустрічається в різних середовищах існування, від посушливих земель до спекотних вологих лісів у прибережних районах. 

## Поведінка
Лаштує сідала малими і великими колоніями від однієї до кількох сотень особин в печерах, старих будівлях, солом'яних хатинах, старих закинутих криницях, храмах, фортецях, тунелях, шахтах, корівниках. Він літає досить тихо і близько до землі і харчується різними комахами, які змінюються сезонно, а також дрібними хребетними, а також іншими видами рукокрилих. Розмножується один раз на рік. Зазвичай одне маля народжується після періоду вагітності близько 150 днів.

## Загрози та охорона
Здається, немає серйозних загроз для виду. Вид був записаний в багатьох природоохоронних територіях.